# Benoicanthus tachiadenus
Benoicanthus tachiadenus là một loài thực vật có hoa trong họ Ô rô. Loài này được Heine & A.Raynal mô tả khoa học đầu tiên năm 1968.